# Pixels: O aventură digitală
Pixels: O aventură digitală (titlu original: Pixels) este un film american din 2015 regizat de Chris Columbus. Rolurile principale au fost interpretate de actorii Adam Sandler, Kevin James, Josh Gad, Peter Dinklage, Jane Krakowski și Michelle Monaghan.
Scenariul este scris de Tim Herlihy și Timothy Dowling, după o povestire de Tim Herlihy bazată pe filmul de scurtmetraj omonim din 2010 al regizorului francez Patrick Jean. Filmul conține și personaje create prin animație pe calculator.    Din cauza unei greșeli de interpretare  a jocurilor video arcade, o rasă de extratereștri declară război Pământului pe care îl invadează folosind tehnologii inspirate din jocuri ca  Pac-Man sau Space Invaders. Pentru a contracara, Statele Unite formează o echipă de campioni la jocurile arcade pentru a conduce apărarea planetară. 

## Prezentare

### Jocuri video
Aceasta este o listă de jocuri video la care se face referire în acest film. 
- Galaga (BANDAI NAMCO)
- Centipede (Atari)
- Q*bert (Columbia Pictures)
- Pac-Man (BANDAI NAMCO)
- Donkey Kong (Nintendo)
- Frogger (Konami)
- Tetris
- Space Invaders (Taito)
- Duck Hunt (Nintendo)
- Burger Time (Data East)
- Breakout (Atari)
- Paperboy (Atari)
- Joust[5] (Warner Bros)
- Defender (joc video)[5] (Warner Bros)
- Robotron: 2084[5] (Warner Bros)
- Wizard of Wor[5] (Warner Bros)
- Dig Dug[5] (BANDAI NAMCO)
- Asteroids[5] (Atari)
- Missile Command[5] (Atari)

### Companii de jocuri video
Aceasta este o listă de companii producătoare de jocuri video care au colaborat la acest film
- Atari
- Konami
- Bandai Namco Holdings
- Nintendo
- Columbia Pictures
- Taito
- Warner Bros. Interactive Entertainment
- Data East

## Distribuție
- Adam Sandler ca Sam Brenner
- Kevin James ca Președintele William Cooper
- Michelle Monaghan ca Violet Van Patten
- Peter Dinklage ca Eddie Plant
- Josh Gad ca Ludlow Lamonsoff
- Brian Cox ca Amiralul Porter